# Hjernevask
Hjernevask (Lavado de cerebro) es una serie documental de divulgación científica emitido por la televisión noruega en 2010. La serie fue producida por Harald Eia y Ole Martin Ihle en 7 episodios que consisten en entrevistas a investigadores noruegos y extranjeros con diferentes puntos de vista sobre el debate innato o adquirido en la conducta humana.
Ihle afirma que la idea inicial era hacer un programa de televisión sobre biología asociada al Año de Darwin, pero el superventas de Steven Pinker, La tabla rasa, los convenció de "ir un poco más profundo hacia la base biológica de las diferencias entre la gente". En 2010, Eia recibió el Fritt Ord Honorary Award "por, a través del programa Lavado de cerebro, precipitar uno de los más acalorados debates en investigación en tiempos recientes".
La serie documental, en su primer capítulo, contrasta los campos de los estudios de género y la psicología evolucionista. El Nordic Gender Institute (NIKK), instituto del Consejo Nórdico que tenía entre sus misiones la de hacer que los llamados roles de género desaparezcan de sus países y que las profesiones sean elegidas en iguales porcentajes por hombres y mujeres, y cuyo presupuesto rondaba los 56 millones de euros anuales, fue cerrado en 2011 por decisión del Consejo Nórdico de Ministros. Es común asociar esta decisión a la polémica que causó el documental Hjernevask, que exponía al NIKK como una organización a cargo de investigaciones anticientíficas -pues rechazaban el componente biológico de lo social- y a sus metas como un proyecto de ingeniería social. Las autoridades del Consejo y los investigadores del instituto han negado que ese haya sido el motivo.

## Episodios
| # | Título                               | Descripción | Participantes | Fecha de emisión |
| - | ------------------------------------ | --- | --- | ---------------- |
| 1 | La paradoja de la igualdad de género | ¿Por qué las niñas tienden a emprender profesiones empáticas y los niños a profesiones sistematizadoras? ¿Por qué el mercado laboral se vuelve más segregado por género cuanto más prosperidad económica tiene un país? | Anniken Huitfeldt, Jørgen Lorentzen, Cathrine Egeland, Camilla Schreiner, Simon Baron-Cohen, Richard Lippa, Anne Campbell, Trond Diseth | 2010-3-1         |
| 2 | El efecto parental                   | ¿Cuánta influencia tienen realmente los padres en sus hijos? ¿En qué medida se hereda la inteligencia? | Gudmund Hernes, Willy Pedersen, Judith Rich Harris, Hans Olav Tungesvik, Robert Plomin | 2010-3-8         |
| 3 | Gay/Hetero                           | ¿En qué medida la preferencia sexual es innata? ¿Hay diferencias entre heterosexuales y homosexuales? ¿Es la homosexualidad el resultado de una elección o es innata?                                                   | Sturla Berg Johansen, Thomas Folkestad, Jørgen Lorentzen, Agnes Bolsø, Nils Axel Nissen, Gerulf Rieger, Ricard Lippa, Simon LeVay, Arve Sørum, Glenn Wilson | 2010-3-15        |
| 4 | Violencia                            | ¿Las personas de algunas culturas son más agresivas que otras? | Hedda Giertsen, Richard Nisbett, Erling Sandmo, Ingvild Forbord, Marit Clementz, Steven Pinker, Ragnhild Bjørnebekk, Inger Lise Lien, David Buss | 2010-3-22        |
| 5 | Sexo                                 | ¿Existen razones biológicas para que los hombres tengan una mayor tendencia que las mujeres a querer tener sexo sin compromiso?                                                                                         | Willy Pedersen, Jørgen Lorentzen, Leif Edward Kennair, Anne Campbell, Gro Isachsen, Martine Aurdal, Richard Lippa, David Buss | 2010-4-5         |
| 6 | Raza                                 | ¿Existen diferencias genéticas significativas entre los diferentes pueblos? | Trond Thorbjørnsen, Knut Olav Åmås, Cathrine Sandnes, Gregory Cochran, Charles Murray, Richard Nisbett, Richard Lynn. | 2010-4-12        |
| 7 | Innato o adquirido                   | ¿Se adquiere o se hereda la personalidad? | Jørgen Lorentzen, Knut Olav Åmås, Agnes Bolsø, Trond H. Diseth, Nils Axel Nissen, Martine Aurdal, Hedda Giertsen, Cathrine Egeland, Tom Colbjørnsen, Simon Baron-Cohen, Steven Pinker, Leif Edward Ottesen Kennair, Philip Skau, Vigdis Bunkholdt, Simon LeVay. | 2010-4-19        |